# Harry Roy
Pour les articles homonymes, voir Roy et Lipman.
Harry Roy, né Harry Lipman (12 janvier, 1900, à Stamford Hill, Londres – 1er février, 1971, à Londres) était un clarinettiste britannique et chanteur de "dance band" des années 1920 aux années 1960.
Harry et son frère Syd formèrent un groupe qu'ils appelèrent The Darnswells. Lorsque le Original Dixieland Jazz Band quitta le Hammersmith Palais, ils furent remplacés par le Roy Brothers Original Lyrical Five. Ils changèrent à nouveau de nom et devinrent les Original Crichton Lyricals. Durant cette période, le groupe enregistra "The Lyricals", "Sid Roy's Crichton Lyricals" et "The Crichton Lyricals". Harry Roy affirma plus tard que son idole était le clarinettiste du Original Dixieland Jazz Band, Larry Shields. Le groupe de Roy était très populaire à Londres où il joua dans tous les meilleurs endroits dont l'Alhambra, le London Coliseum, Rector's Club, Oddenino's et le Cavour Restaurant.
En février 1927, ils se produisirent au Café de Paris. Au cours de l'année 1928, ils partirent en tournée en Afrique du Sud et en Australie. En 1930, ils firent quelques enregistrements en Allemagne. En 1931, Harry Roy se sépara pour fonder son propre groupe, avec Syd devant le manager du Harry Roy band. En 1932, le Harry Roy band était au London Pavilion, en janvier 1922 au Café Anglais, où ils commença à faire des retransmissions pour la BBC. De juillet 1933 jusqu'à juin 1936, le groupe logea au May Faire Hotel. En 1935, Roy attira l'attention en se mariant à H. H. Dayang Elizabet de Sarawak, la seconde fille de Charles Vyner Brooke, alors Raja Blanc de Sarawak. En 1935, le groupe apparaît dans le film Everything Is Rhythm et à nouveau en 1936 dans Rhythm Racketeer.
En 1938, Roy emmena son groupe pour une tournée de 3 mois en Afrique du Sud. Le 16 octobre 1939, le groupe fut engagé par le Café Anglais pour une durée d'un mois. Ils continuèrent ensuite la tournée, jouant notamment au Embassy Club en octobre 1940. Au cours de la guerre, Harry continua à se produire. Il était à l'Embassy Club en 1942 et un peu plus tard fit une tournée au Moyen-Orient. En 1948, Harry se rendit aux États-Unis mais ne parvint pas à obtenir un permis de travail. À son retour en Angleterre, en 1949, il forma un nouveau groupe pour le Café Anglais.
Au début des années 1950, l'époque des big bands touchait à sa fin. Le groupe se sépara mais Roy continua de faire des apparitions sur scène. Dans les années 1950, il avait son propre restaurant. En 1969, il dirigea un quartette dans le spectacle Oh Clarence du London Lyric Theatre. Il était alors âgé de 69 ans et son état de santé se dégradait. Il meurt à Londres en février 1971.
En 1931, il écrit et chanta "My Girl's Pussy". Le morceau a été sujet à nombreuses reprises et fut repris dans des films hollywoodiens et dans des programmes radiophoniques.